# Gimme Five
Gimme Five è un singolo del cantautore italiano Jovanotti, pubblicato nel 1988 come primo estratto dal primo album in studio Jovanotti for President.

## Descrizione
Scritto da Jovanotti insieme a Claudio Cecchetto, Michele Centonze e David Sabiu, il brano è stato promosso dal cantante attraverso le sue partecipazioni al Festivalbar (dove vince il Premio rivelazione) ed a Vota la voce (dove viene premiato sia per il miglior album che come rivelazione, in questo caso ex aequo con Luca Carboni). Viene eseguito durante il Backup Tour - Lorenzo negli stadi 2013.
Nel 2018, durante la sua apparizione al programma VH1 Storytellers, Jovanotti rivelò che il brano nacque a seguito dell'ascolto di un brano presentatogli da Cecchetto, intitolato In the Night: Jovanotti ne rimase colpito ma notò che alcune parti del ritornello risultavano troppo ripetitive; pertanto ne cambiò il testo. L'artista inoltre aggiunse di aver intuito le potenzialità della traccia già quando lui e il suo management si recarono negli studi di registrazione, affermando che «con questa vinciamo tutto!».

## Pubblicazione
La versione di Gimme Five contenuta nell'album differisce rispetto da quella del singolo per alcune piccole varianti, tra cui c'è la presentazione esultante di Afrika Bambaataa and the Family.
Successivamente il brano verrà inserito nella raccolta Backup - Lorenzo 1987-2012, che celebra i 25 anni di carriera di Jovanotti, e nell’album live Lorenzo negli stadi - Backup Tour 2013.

## Tracce
Testi e musiche di Jovanotti, Claudio Cecchetto, Michele Centonze e David Sabiu, eccetto dove indicato.
7" (Italia)
- Lato A

1. Gimme Five – 3:50

- Lato B

1. I Need You – 3:34

7" (Regno Unito)
- Lato A

1. Gimme Five – 3:50

- Lato B

1. Gimme Five (Casino Dub) – 8:05

12" (Italia, Spagna)
- Lato A

1. Gimme Five – 5:40
2. Gimme Five (Reprise) – 2:10

- Lato B

1. Gimme Five (Part 1,2,3...Casino Dub) – 8:05 – indicata come Casino Mix nell'edizione spagnola

12" (Paesi Bassi)
- Lato A

1. Gimme Five (Long Version) – 5:50
2. Gimme Five (Reprise) – 2:10

- Lato B

1. Gimme Five 2 (Rasta Five) – 6:30

CD maxi-singolo (Paesi Bassi)
1. Gimme Five (Single Version) – 3:50
2. Gimme Five (12 Inch Version) – 5:50
3. Gimme Five 2 Rasta Five (Single Version) – 4:00
4. Gimme Five 2 Rasta Five (12 Inch Version) – 6:30
5. Gimme Five (Reprise) – 2:10

7" (Germania) – Gimme Five (Remix)
- Lato A

1. Gimme Five (Remix) – 3:42

- Lato B

1. Party President – 3:52 (Jovanotti, Michele Centonze, David Sabiu)

12" (Germania) – Gimme Five (Remix)
- Lato A

1. Gimme Five (Long Remix) – 7:13

- Lato B

1. Gimme Five (Remix) – 3:42
2. Go Jovanotti Go – 4:47 (Jovanotti, Massimo Carpani, Claudio Cecchetto, Luca Cersosimo)

## Formazione
- Jovanotti – voce, produzione
- Claudio Cecchetto – produzione
- Enrico "Master J" La Falce – ingegneria del suono
- Luca Cersosimo, Massimo Carpani, Matteo Bonsanto, Michele Centonze, David Sabiu – coproduzione

## Classifiche

### Classifiche settimanali
| Classifica (1988) | Posizione massima |
| ----------------- | ----------------- |
| Italia            | 1                 |

### Classifiche di fine anno
| Classifica (1988) | Posizione |
| ----------------- | --------- |
| Italia            | 4         |

## Gimme Five 2 (Rasta Five)
Il successo Gimme Five fu tale che nello stesso anno Jovanotti incise una seconda versione del brano, denominata Gimme Five 2 (Rasta Five) e caratterizzata da sonorità maggiormente raggamuffin.
Il brano fu inserito nell'edizione tedesca di Jovanotti for President e, come la versione originariamente, conquistò la prima posizione della classifica italiana dei singoli nel 1988.

### Tracce
7" (Italia)
- Lato A

1. Gimme Five 2 (Rasta Five) – 4:00

- Lato B

1. Gimme Five 2 (Rasta Five) (Rasta Dub) – 2:50

12" (Germania, Regno Unito)
- Lato A

1. Gimme Five 2 (Rasta Five) (Long Version) – 6:30

- Lato B

1. Gimme Five 2 (Rasta Five) (Dub Version) – 4:20

### Classifiche

#### Classifiche settimanali
| Classifica (1988) | Posizione massima |
| ----------------- | ----------------- |
| Italia            | 1                 |

#### Classifiche di fine anno
| Classifica (1988) | Posizione |
| ----------------- | --------- |
| Italia            | 13        |